# Friederike Drews
Friederike Drews (* in Schleswig-Holstein) ist eine deutsche Regisseurin und Schauspielerin.

## Leben
Sie ist in Schleswig-Holstein geboren und wuchs auch dort auf. Seit 2023 ist Friederike Drews als freie Regisseurin tätig.
Von 2008 bis 2012 studierte sie  in Berlin an der Fritz-Kirchhoff-Schule. Nach zahlreichen Arbeiten in der freien Szene und Mitgründungen des Musiktheaterkollektivs glanz&krawall sowie des Videoperformancekollektivs LIDRE23 folgte auf ein Volontariat im Künstlerhaus Lukas in Ahrenshoop 2014 ein Engagement als Schauspielerin am Volkstheater Rostock.
Hier arbeitete Friederike Drews mit Sewan Latchinian, Martin Stefke, Jürgen Eick, Angelika Zacek und Beatrix Schwarzbach. 2016 inszenierte sie am Volkstheater Rostock mit dem studentischen Jugendclub das Stück  Manchmal hat die Liebe regiert und manchmal einfach niemand von Laura Naumann.
Seit 2019 arbeitet Drews als Regieassistentin am Deutschen Theater Berlin (Intendanz Ulrich Khuon), u. a. mit Andres Veiel, Philipp Arnold, Anne Lenk, Andreas Kriegenburg, Jette Steckel, Armin Petras, Lilja Rupprecht, Jossi Wieler und René Pollesch. Gleich in ihrem ersten Jahr als Regieassistentin richtete sie eine szenische Lesung von Felicia Zellers Auftragswerk Was bisher geschah im Rahmen der Autorentheatertage in den Kammerspielen des Deutschen Theaters Berlin ein.
2021 inszenierte Friederike Drews einen Text von Nicola Bremer als erste digitale Limited Edition des Deutschen Theaters Berlin. Bremsspuren ist ein Theater-One-Take-Film mit Niklas Wetzel und Julia Windischbauer.
Am Gerhart-Hauptmann-Theater Görlitz-Zittau inszenierte Drews 2022 Der Kontrabaß von Patrick Süskind.
2022 folgte die Uraufführung des Romans Mein Leben in Aspik von Steven Uhly am Deutschen Theater Berlin in der Box. Drews dramatisierte den Roman und inszenierte eine komplexe und krude Familiengeschichte aus West-Berlin mit zwei Personen. Doris Meierhenrich beschrieb in der Berliner Zeitung die Inszenierung als „ein Glück, denn selten sieht man so ideenreich virtuos mit Masken, Vorhängen und Gesten spielen, wie Susanne Jansen und Simon Brusis es hier tun, während sie durch sechs, sieben Rollen jonglieren. Ein Fest.“ Die Inszenierung brachte Drews die Nennung als beste Nachwuchskünstlerin in der jährlichen Theater Heute Kritiker*innen-Umfrage ein. 
In der Spielzeit 22/23 folgen die Inszenierung Annemarie – die Schönheit von Yasmina Reza mit Helmut Mooshammer sowie ein Beitrag für die Autorentheatertage am Deutschen Theater Berlin.
Für das Nationaltheater Mannheim inszenierte Drews die Romanbearbeitung Don Quijote nach Cervantes von Jakob Nolte. Sie besetzte Sancho Panza mit der  Annemarie Brüntjen und Don Quijote mit Matthias Breitenbach. Die Rheinpfalz schrieb über die Inszeneriung am 6. November 2023 »Kann man aus ›Don Quijote von der Mancha‹ von  Cervantes, 1500 Seiten starker Klassiker der Weltliteratur, ein Bühnenstück für  zwei Personen machen? Funktioniert bestens. Jakob Nolte schrieb das Stück, die  Regisseurin Friederike Drews machte daraus einen wunderbaren Schauspielerabend  fürs Mannheimer Nationaltheater.« und Steffen Becker lobte auf nachtkritik.de die Inszeneriung.
Neben ihrer praktischen Theaterarbeit studiert Friederike Drews seit 2019 Kultur- und Medienmanagement (Bachelor of Arts) an der Hochschule für Musik und Theater in Hamburg. Und hat pädagogische Lehraufträge unter anderem im Studio Literatur und Theater an der Eberhard-Karls-Universität in Tübingen.
Mit ihrer Inszenierung Mein Leben in Aspik wurde Drews zu dem renommierten Festival für junge Regie radikal jung 2023 am Münchener Volkstheater eingeladen.
Friederike Drews spielt leidenschaftlich gerne Schach und geht schwimmen.
Liste der Theaterarbeiten
2022 DER KONTRABASS von Patrick Süsskind Gerhart-Hauptmann-Theater Görlitz-Zittau
2022 MEIN LEBEN IN ASPIK von Steven Uhly  am Deutschen Thetare Berlin
2023 ANNEMARIE DIE SCHÖNHEIT von Yasmina Reza Deutschen Theater Berlin
2023 DON QUIJOTE von Jakob Nolte am Nationaltheater Mannheim
2024 ROSE UND REGEN, SCHWERT UND WUNDE von Shakespeare am Staatstheater Cottbus

### Auszeichnungen und Einladungen
- Mein Leben in Aspik: Einladung zum Festival radikal jung 2023 am Münchner Volkstheater
- Auszeichnung als beste Nachwuchskünstlerin in der Kritiker*innen-Umfrage von Theater Heute (2023)
- Nominierung von der Videoperformance FISCH IN ZWÖLFEINHALB von Lidre23 für art film price des ART FILM FESTIVAL Cannes, Frankreich (2014)